# Jury voor Ethische Praktijken inzake reclame
De Jury voor Ethische Praktijken inzake reclame (JEP) is het zelfregulerend orgaan van de reclamesector in België. JEP werd opgericht in 1974 door de vzw Raad voor de Reclame, een vereniging van adverteerders, reclamebureaus en media met als doel de reclame als factor van economische en sociale expansie, te bevorderen.
De organisatie bestaat uit een jury die paritair is samengesteld. De helft van de leden komen uit wat de JEP 'burgerorganisaties' noemt. De andere helft van de leden komt uit de reclamesector.
Consumenten en adverteerders kunnen beroep doen op de JEP. Eenmaal een klacht wordt voorgelegd aan de JEP wordt deze behandeld door het secretariaat, bestaande uit twee juristen. Daarboven kan de JEP beroep doen op externe experten. Er bestaat de mogelijkheid om in beroep te gaan tegen de beslissing van de jury in eerste aanleg. Advies van de JEP is niet bindend. JEP onderneemt in sommige inbreuken gerechtelijke stappen, waarbij uitsluitend de rechtbanken bevoegd voor zijn.